# Gustave Lauvaux

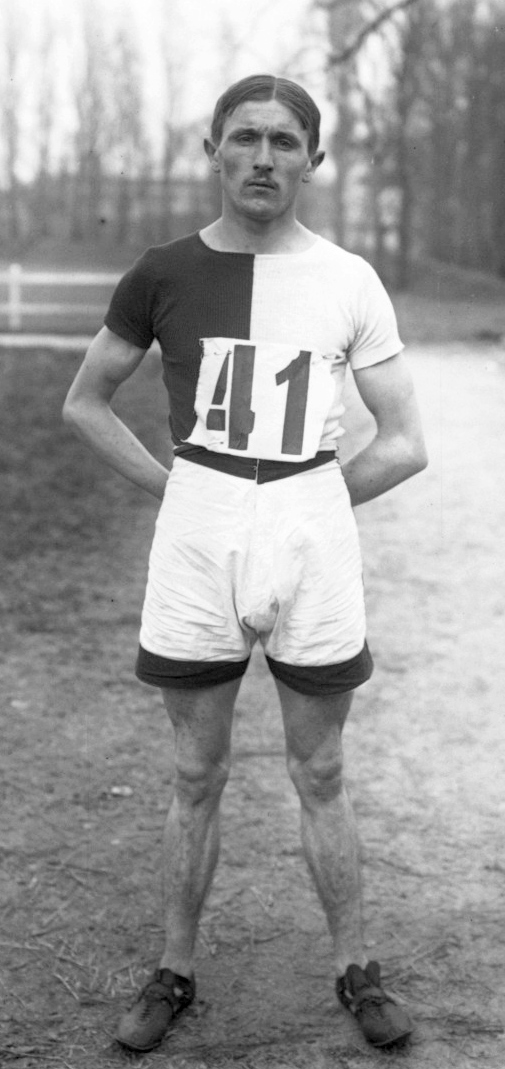
Gustave Lauvaux, 1913

Gustave Lauvaux (Gustave Henri Lauvaux; * 25. November 1892 in Châlons-en-Champagne; † 8. April 1970 in Troyes) war ein französischer Mittelstrecken-, Hindernis- und Crossläufer.
Bei den Olympischen Spielen 1920 in Antwerpen kam er auf den 17. Platz und wurde mit der französischen Mannschaft Fünfter.
1913 wurde er Französischer Meister über 1500 m und über 4000 m Hindernis.
Sein jüngerer Bruder Henri Lauvaux war als Langstreckenläufer erfolgreich.